# Alain-Guillaume Bunyoni
Alain-Guillaume Bunyoni (ur. 23 kwietnia 1972) – polityk burundyjski. W latach 2016–2020 minister bezpieczeństwa wewnętrznego. Od 23 czerwca 2020 do 7 września 2022 premier Burundi.